# 桜の森の満開の下 (アルバム)
『桜の森の満開の下』（さくらのもりのまんかいのした）は、人間椅子の2枚目のアルバム。
初回盤には栞付き。1998年に廉価盤で、2016年にはHQCDでそれぞれ再発された。またカセット・テープでも発売された。

## 解説
アルバムタイトルは坂口安吾の同名小説「桜の森の満開の下」から。
内容的には前作『人間失格』の雰囲気を踏襲しているが、前作よりも音質が向上している。
7分22秒の大作「夜叉ヶ池」は、人間椅子初のシングルとして、アルバムからの先行でリリースされた。

## 収録曲
| 全編曲: 人間椅子。 |                      |          |                    |      |
| #                  | タイトル             | 作詞     | 作曲               | 時間 |
| 1.                 | 「爆弾行進曲」       | 和嶋慎治 | 和嶋慎治、鈴木研一 | 4:04 |
| 2.                 | 「遺言状放送」       | 和嶋慎治 | 和嶋慎治、鈴木研一 | 4:05 |
| 3.                 | 「心の火事」         | 和嶋慎治 | 鈴木研一           | 4:06 |
| 4.                 | 「憂鬱時代」         | 和嶋慎治 | 鈴木研一           | 4:12 |
| 5.                 | 「夜叉ヶ池」         | 和嶋慎治 | 和嶋慎治           | 7:22 |
| 6.                 | 「東京ボンデージ」   | 和嶋慎治 | 和嶋慎治           | 3:18 |
| 7.                 | 「盗人讃歌」         | 和嶋慎治 | 和嶋慎治、鈴木研一 | 6:53 |
| 8.                 | 「相撲の唄」         | 和嶋慎治 | 和嶋慎治、鈴木研一 | 4:08 |
| 9.                 | 「甲状腺上のマリア」 | 和嶋慎治 | 和嶋慎治           | 3:50 |
| 10.                | 「太陽黒点」         | 和嶋慎治 | 和嶋慎治、鈴木研一 | 7:00 |

## 演奏者
- 和嶋慎治 - ギター、ボーカル
- 鈴木研一 - ベース、ボーカル
- 上館徳芳 - ドラムス